# Arrondissement Pointe-à-Pitre
Das Arrondissement Pointe-à-Pitre ist eine Verwaltungseinheit des französischen Départements Guadeloupe. Hauptort (Sitz der Unterpräfektur) ist Pointe-à-Pitre.
Es bestand bis zur Neuordnung der französischen Kantone im Jahr 2015  aus 23 Kantonen und 14 Gemeinden. Seit 2015 sind elf Kantone auf die Gemeinden verteilt.

## Gemeinden
| Gemeinde                      | Einwohner 1. Januar 2022 | Fläche km² | Dichte Einw./km² | Code INSEE | Postleitzahl |
| ----------------------------- | ------------------------ | ---------- | ---------------- | ---------- | ------------ |
| Anse-Bertrand                 | 4.232                    | 62,50      | 68               | 97102      | 97121        |
| Capesterre-de-Marie-Galante   | 3.150                    | 46,19      | 68               | 97108      | 97140        |
| Grand-Bourg                   | 4.678                    | 55,54      | 84               | 97112      | 97112        |
| La Désirade                   | 1.349                    | 21,12      | 64               | 97110      | 97127        |
| Le Gosier                     | 27.205                   | 45,20      | 602              | 97113      | 97190        |
| Le Moule                      | 22.924                   | 82,84      | 277              | 97117      | 97160        |
| Les Abymes                    | 51.760                   | 81,25      | 637              | 97101      | 97139, 97142 |
| Morne-à-l’Eau                 | 15.839                   | 64,50      | 246              | 97116      | 97111        |
| Petit-Canal                   | 8.206                    | 70,50      | 116              | 97119      | 97131        |
| Pointe-à-Pitre                | 14.855                   | 2,66       | 5.585            | 97120      | 97110        |
| Port-Louis                    | 5.591                    | 44,24      | 126              | 97122      | 97117        |
| Saint-François                | 13.249                   | 61,00      | 217              | 97125      | 97118        |
| Saint-Louis                   | 2.594                    | 56,28      | 46               | 97126      | 97134        |
| Sainte-Anne                   | 24.415                   | 80,29      | 304              | 97128      | 97180        |
| Arrondissement Pointe-à-Pitre | 200.047                  | 774,11     | 258              | 9712       | –            |

## Kantone
| - Les Abymes-1 - Les Abymes-2 - Les Abymes-3 - Le Gosier - Le Moule - Marie-Galante | - Morne-à-l’Eau - Petit-Canal - Pointe-à-Pitre - Sainte-Anne - Saint-François |